# Baghdida
Baghdida (syrisch ܒܓܕܝܕܐ Baghdeda, arabisch بغديدا, DMG Baġdīdā) oder Bachdida (بخديدا, DMG Baḫdīdā), auch bekannt unter dem Namen Karakosch (türkisch Karakoş, kurdisch قەرەقۆش Qaraqosh), ist eine assyrische Stadt im Irak und Zentrum des Distrikts al-Hamdaniya.
Sie befindet sich etwa 32 km südöstlich von Mossul in der Ninive-Ebene in der Provinz Ninawa. Die Stadt liegt nahe den antiken assyrischen Städten Nimrud und Ninive.

## Bevölkerung
98 % der Bewohner der Stadt sind Christen und gehören der Syrisch-katholischen Kirche und der Syrisch-Orthodoxen Kirche an. Die christlichen Einwohner nennen die Stadt Baghdeda. Nördlich des Ortes befindet sich das Kloster des Sankt Johannes von Dailam.
Knapp 90 % der Christen in Baghdida sind syrisch-katholisch. Laut 2020 durch Kirche in Not veröffentlichten Daten identifizieren sich über 90 % der befragten Christen in Baghdida als „Syrisch“ („Syriakisch“), und 92 % gaben Surith („Syrisch“, Ost-Aramäisch) als ihre erste Sprache an.

## Geschichte
Gemäß der lokalen Überlieferung kam das Christentum um das Jahr 400 in die Ninive-Ebene und so auch nach Baghdida. Eine erste Erwähnung als Ort mit christlichen Einwohnern gab es im 7. Jahrhundert. Die Bewohner von Baghdida gehörten zunächst zur Kirche des Ostens („Nestorianer“), wechselten aber bereits ab dem Jahre 615 zur Syrisch-Orthodoxen Kirche von Antiochien („Monophysiten“). Hier spielten die Predigten des Schapur von Baghdida eine entscheidende Rolle. Im 11. und 12. Jahrhundert kamen nach Baghdida zahlreiche Flüchtlinge aus Tikrit, die dort der Zwangskonversion zum Islam entgehen wollten und so die Präsenz der Syrisch-Orthodoxen Kirche in Baghdida festigten.

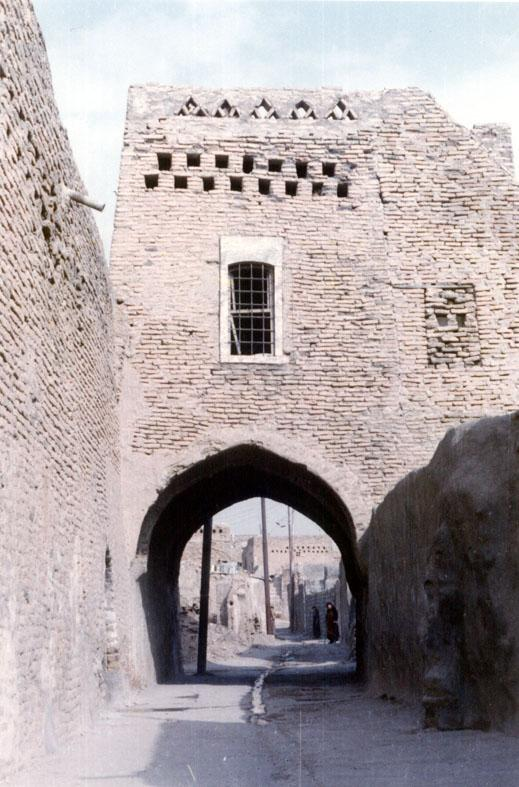
Qaṭartā d'Beth īnā – Gebäude aus Ziegeln im alten Stadtzentrum

1171 griffen Kurden während einer Fehde der Gouverneure von Mossul und Damaskus das Kloster Mar Mattai an. Wie der Maphrian des 13. Jahrhunderts Gregorius Bar-Hebraeus berichtet, griffen Kurden nochmals 1262 über vier Monate hinweg erneut das Kloster Mar Mattai an, töteten etliche Christen und plünderten Häuser und Kirchen. 1288 kam es bei Baghdida zu einer Schlacht zwischen Kurden und Tataren. 1324 wurde Baghdida erneut von Kurden angegriffen, die zahlreiche Häuser und vier Kirchen niederbrannten.
1743 plünderten Truppen des persischen Herrschers Nader Schah auf ihrem Marsch nach Mossul die Stadt Baghdida und zerstörten ihre Kirchen. Die meisten Einwohner entkamen nach Mossul, wo sie an der Verteidigung der Stadt teilnahmen. Schließlich mussten die Perser abziehen und zogen sich nach einem Friedensschluss mit dem Gouverneur von Mossul, Hassan Pascha al-Dschalili, nach Persien zurück. Hassan Pascha al-Dschalili gestattete den Christen von Baghdida zur Belohnung, ihre Kirchen wieder aufzubauen. Die Mehrheit der Einwohner Baghdidas trat im Laufe des 18. Jahrhunderts zur Syrisch-katholischen Kirche über, so dass nur eine Minderheit bei der Syrisch-Orthodoxen Kirche blieb.
Nach der US-Invasion im Irak ab 2003 wurden die Christen in Mossul und zunehmend auch in der Ninive-Ebene zum Ziel islamistischer terroristischer Gruppen. Bei der Wahl zur irakischen Nationalversammlung am 30. Januar 2005 erhielt der säkular ausgerichtete schiitische Bagdader Iyad Allawi mit 3080 Stimmen (31 %) die meisten Stimmen in Bagdida. Es folgten die assyrische Liste Nahrain mit 2664 Stimmen (27 %), die Assyrische Demokratische Bewegung mit 2466 Stimmen (25 %) und die Kurdistan-Allianz mit 744 Stimmen (7 %). Da bei dieser Wahl die meisten Assyrer an der Stimmabgabe gehindert wurden, gab es in Baghdida gegen die Ergebnisse Proteste. Am 22. November 2006 wurde Isoh Majeed Hadaya, der Vorsitzende der Versammlung der Syriakischen Unabhängigen Sammlungsbewegung (SIMA, heute Syriakische Sammlungsbewegung), in Baghdida ermordet. Studenten aus Baghdida wurden an der Universität Mossul von Polizisten schikaniert, insbesondere wurden Studentinnen belästigt und zum Tragen islamisch konformer Kleidung gezwungen. Am 2. Mai 2010 war ein Konvoi von Bussen mit Studenten aus Baghdida auf dem Weg nach Mossul Ziel eines Bombenanschlags, bei dem eine Person starb und über hundert verletzt wurden. Das irakische Bildungsministerium begann in dieser Zeit in Baghdida mit dem Bau einer Niederlassung der Universität Mossul, die 2014 zur Universität al-Hamdaniya wurde, um den Studierenden der drei Distrikte al-Hamdaniya (mit dem Distriktzentrum Baghdida), Tel Kaif und Schaichān zu dienen.
Anfang Juli 2014 griff die islamistische Terrormiliz Daesch (Islamischer Staat, IS) Baghdida an. Den kurdischen Peschmerga und der assyrischen Miliz „Schutzkomitee Baghdida“ (Protection Committee) gelang es vorläufig, die Terroristen zurückzuwerfen, während ein Großteil der Bevölkerung gemeinsam mit den Flüchtlingen aus Mossul floh. Den Islamisten gelang es jedoch, die Stadt von der Wasserversorgung abzuschneiden. Gleichzeitig zwang Daesch durch ein Embargo gegen sämtliche Christen die umliegenden muslimischen Ortschaften, den Handel mit Baghdida einzustellen. Dies führte auch zu einer Explosion der Brennstoffpreise. So wurde das Leben in Baghdida fast unerträglich und wurde zusätzlich durch den hier entlang gehenden Flüchtlingsstrom aus Mossul belastet. Am 6. August 2014 zogen sich die kurdischen Einheiten aus Baghdida zurück, und am 7. August stürmten Kämpfer des Daesch die Stadt. Nahezu alle verbliebenen oder zwischenzeitlich zurückgekehrten Bewohner, unter ihnen viele kurz zuvor aus Mossul Geflohene, verließen Baghdida in Richtung Erbil. Aus der ganzen Region waren 150.000 Christen auf der Flucht. Die kurdischen Einheiten zwangen sie, ihre Autos zu verlassen und ohne ihre Habseligkeiten in starker Sommerhitze auf einen drei- bis vierstündigen Marsch nach Osten zu Fuß zu gehen, da die Kurden eine Infiltration als Flüchtlinge getarnter Islamisten fürchteten. Das im Ort befindliche Mar-Behnam-Kloster wurde vom IS zerstört. Die Stadt war über zwei Jahre in der Hand des Daesch. Am 18. Oktober 2016 flohen infolge der Schlacht um Mossul die IS-Kämpfer kampflos aus der Stadt vor den anrückenden irakischen Streitkräften.
Vor der Eroberung Baghdidas durch Daesch machten die rund 50.000 Christen etwa 97 % der Bevölkerung aus. Etwa 9000 Familien – fast die gesamte Bevölkerung – flohen vor den Islamisten, großenteils in das christliche Ankawa im Norden der kurdischen Metropole Erbil. Hier kamen etwa 15.000 Menschen im Flüchtlingslager Mart Schmoni und rund 4000 im Einkaufszentrum von Ankawa unter. Nach der Vertreibung der Islamisten kehrten bis April 2018 etwa 5000 christliche Familien nach Baghdida zurück. Laut einer Studie von Kirche in Not von 2020 begann die Bevölkerung in Baghdida im Jahre 2019 wieder zu fallen, da Bewohner zunehmend ins Ausland abwandern. Als wichtigster Grund wird die politische Unsicherheit und allgemeine Bedrohung genannt, da sich die meisten Christen in der Ninive-Ebene angesichts der hier operierenden schiitischen Milizen – insbesondere der al-Haschd asch-Schaʿbī (Schabak-Miliz oder 30. Brigade) – unsicher fühlen. Dabei gehört Baghdida zu den wenigen Orten der Ninive-Ebene, in denen die christlichen Einheiten zum Schutz der Ninive-Ebene (Nineveh Protection Units, NPU) die Kontrolle haben. Auch hat Baghdida ein Verbot erlassen, Grundstücke an Personen zu verkaufen, die vor 2014 nicht hier lebten.
Am 25. November 2017 weihten die christlichen Einheiten zum Schutz der Ninive-Ebene einen neuen Militärstützpunkt in Baghdida ein. Um den Trend der Abwanderung umzukehren, unterstützt Kirche in Not Projekte des Wiederaufbaus. Hierzu gehört unter anderem auch die Rekonstruktion der Großen al-Tahira-Kirche in Baghdida bis 2020. Bis August 2020 sind nach Baghdida laut Angaben des mit Unterstützung von Kirche in Not gegründeten Wiederaufbaukomitees für die Ninive-Ebene etwa die Hälfte der zuvor über 11.000 christlichen Familien zurückgekehrt.

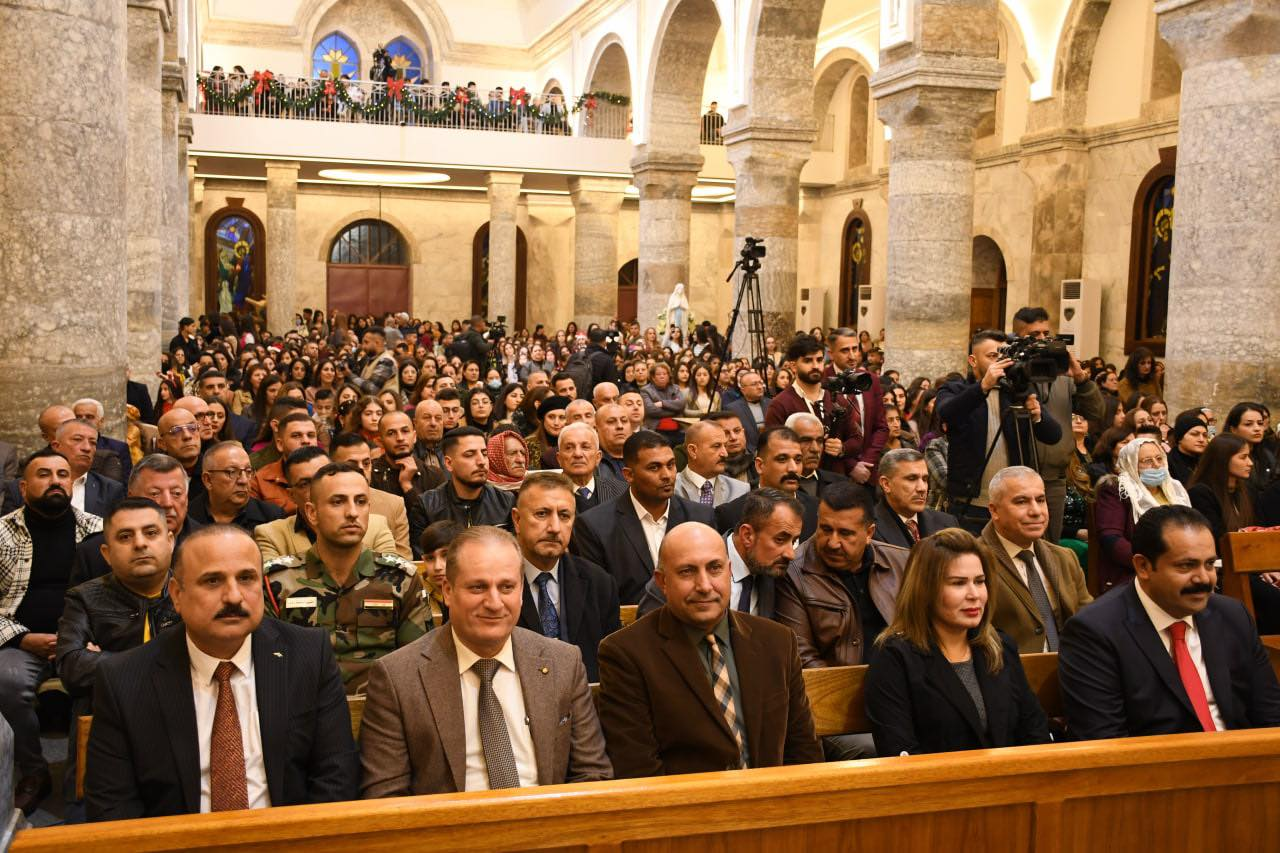
Gottesdienst in der renovierten al-Tahira-Kirche im Februar 2021

Nach Verzögerungen durch die COVID-19-Pandemie war die Große al-Tahira-Kirche Anfang 2021 renoviert. Am 7. März 2021, als Papst Franziskus als erstes Oberhaupt der römisch-katholischen Kirche in den Irak reiste, besuchte er auch Baghdida. Dabei übergab er auch ein restauriertes Gebetbuch aus dem 14./15. Jahrhundert in syrischer Sprache, das in der al-Tahira-Kirche verwahrt worden und bei der Invasion des Daesch beschädigt worden war.
Ein weiteres von Kirche in Not gefördertes Projekt zur Stärkung der syrisch-christlichen Gemeinde im Irak ist eine gänzlich neue Sekundarschule al-Tahira der Dominikanerinnen der heiligen Katharina von Siena in Baghdida, errichtet neben der bereits existierenden Primarschule derselben Dominikanerinnen und eröffnet am 1. Mai 2022.

## Wirtschaft
Traditionell lebt die Stadt Baghdida vor allem von der Landwirtschaft, daneben aber auch von Handwerken wie Weberei und Lederproduktion. Die Ledermäntel aus Schaffell sind als Farawī bekannt. Heute ist Baghdida ein Handelszentrum, und viele Bewohner sind im öffentlichen Dienst beschäftigt. Dennoch spielt die Landwirtschaft nach wie vor eine Hauptrolle.

## Sehenswürdigkeiten

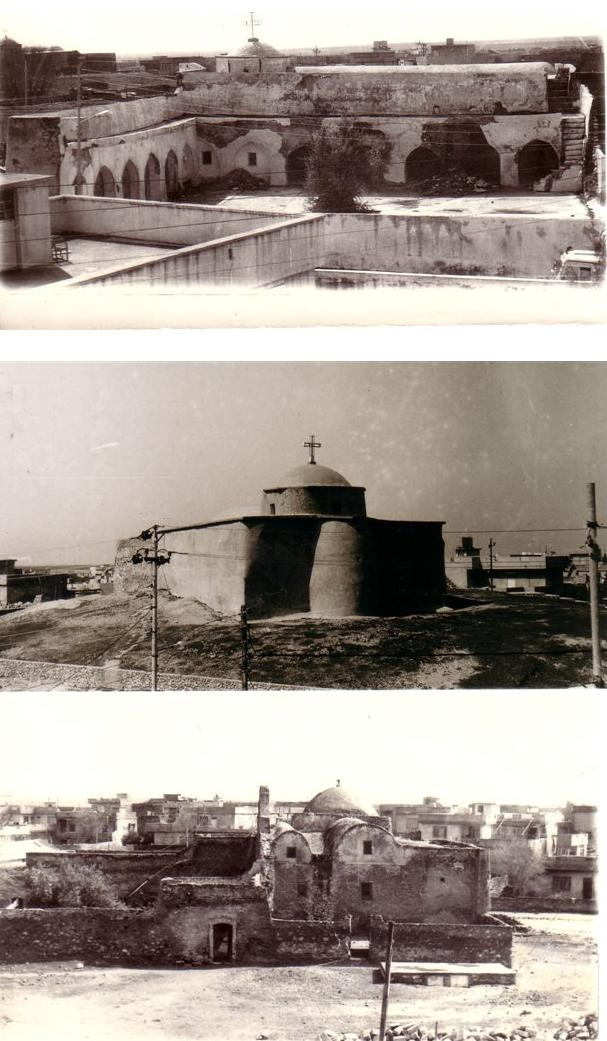
Kirchen in Baghdida,
1.: Sarkis und Bakos, 2.: Mart Schmoni, 3.: Mar Gorgis

Drei Kirchen in Baghdida gehören zur Syrisch-Orthodoxen Kirche von Antiochien und sechs zur Syrisch-katholischen Kirche. Die drei syrisch-orthodoxen Kirchen gelten als besonders alt. Es handelt sich um die Sergios-und-Bakchos-Kirche aus dem 6. oder 7. Jahrhundert, die Mart-Schmoni-Kirche aus dem 8. Jahrhundert und die ebenfalls alte St.-Georg-Kirche (Mar Gorgis, Mar Korkis) mit unbekanntem Baujahr. Zu den syrisch-katholischen Kirchen gehören die erstmals im 12. Jahrhundert erwähnte Kirche der Jungfrau Maria, die St.-Georg-Kirche (Mar Gewargis) aus dem 13. Jahrhundert, die vor 1748 errichtete Johannes-der-Täufer-Kirche, die 1770 von einer syrisch-orthodoxen zu einer syrisch-katholischen Kirche gewordene St.-Jakob-Kirche (früher Mar Andrawes, St. Andreas) und die 1948 fertiggestellte Große al-Tahira-Kirche. Letztere gilt sowohl als die größte Kirche des Landes Irak als auch als die größte Kirche der syrisch-katholischen Kirche weltweit.

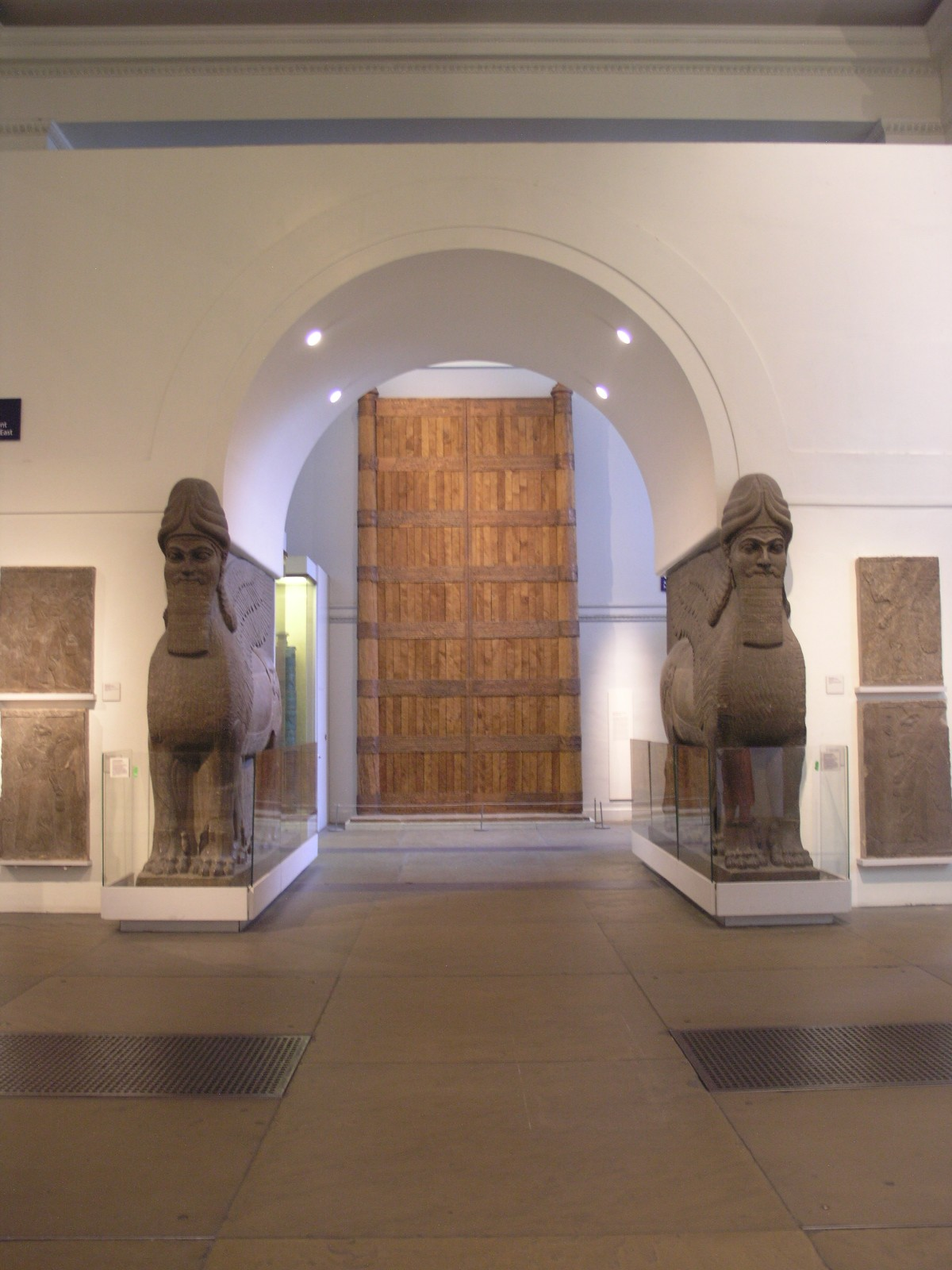
Figuren der Balawat-Tore, ausgestellt im Britischen Museum

5 km südöstlich von Baghdida befindet sich das Dorf Balawat, wo sich in assyrischer Zeit die Stadt Imgur-Enlil befand.

## Ortsname
Die Herkunft des Namens Baghdida, auch Baghdede (syrisch ܒܝܬ ܟܘܕܝܕܐ Beth Chdeda) ist nicht geklärt. Im Syrischen bedeutet ܒܝܬ Beth „Haus“, während ܟܘܕܝܕܐ Chodida auf Aramäisch mit „Jugend“ übersetzbar ist, doch auch mit Baghdadak, einer Verkleinerungsform von Baghdad zusammengebracht wird, was auf Altpersisch mit „Gottes Gabe“ übersetzt wird. Andere wiederum interpretieren den Namen mit aramäisch Beth Deta, „Land des Milans“.
In deutschen, aber auch französischen und englischen Medien wird meist der nicht offizielle türkische Name Karakoş verwendet, der aus der Zeit des Osmanischen Reiches stammt und in Anlehnung an die osmanische Phonetik auch Qaraqoş geschrieben wird. Dieser Name bedeutet „schwarzer Vogel“ (kara koş) und wird im Deutschen meist mit Karakosch, im Englischen dagegen mit Qaraqosh wiedergegeben. Vertreter der syrisch-katholischen Kirche wie der Pfarrer Georges Jahola von der Großen al-Tahira-Kirche in Baghdida bevorzugen es, wenn die westlichen Medien nicht den türkischen Namen Qaraqoş, sondern den aramäischen (syrischen und gleichzeitig im Arabischen verwendeten) Namen Baghdida verwenden.

## Söhne und Töchter
- Jules Mikhael Al-Jamil (1938–2012), syrisch-katholischer Kurienerzbischof
- Basile Georges Casmoussa (* 1938), emeritierter syrisch-katholischer Kurienerzbischof
- Boutros Moshe (* 1943), syrisch-katholischer Erzbischof von Mosul
- Yousif Abba (* 1951), syrisch-katholischer Erzbischof von Bagdad
- Yousif Benham Habash (* 1951), syrisch-katholischer Erzbischof von Newark
- Nizar Semaan (* 1965), syrisch-katholischer Bischof von Adiabene
- Firas Dardar (* 1975), syrisch-katholischer Geistlicher, Patriarchal-Exarch von Basra und Kuwait
- Younan Hano (* 1982), syrisch-katholischer Geistlicher, Erzbischof von Mosul